# Alfréd Grósz
Alfréd Grósz lub Grosz (ur. 26 sierpnia 1885 w Kieżmarku, zm. 1 marca 1973 tamże) – spiski Niemiec, nauczyciel, taternik, historyk i publicysta. Aktywny działacz Towarzystwa Karpackiego i ratownik Tátrai Önkéntes Mentő Bizottság (niem. Freiwilliger Rettungsausschuss für die Hohe Tátra), węgierskiej organizacji ratownictwa górskiego. Propagator turystyki, narciarstwa i taternictwa wśród młodzieży.

## Życiorys
Ukończył w Budapeszcie studia z zakresu prawa i rolnictwa, a wykształcenie swoje uzupełnił dodatkowo dyplomem fakultetu wychowania fizycznego. Jako pedagog pracował w większości w słynnym liceum w Kieżmarku, jedynie trzy ostatnie lata przed przejściem na emeryturę uczył w gimnazjum w Nowej Wsi Spiskiej. Jeszcze w czasie studiów został członkiem Towarzystwa Karpackiego, a później również akademickiego klubu wspinaczkowego. W latach, w których pracował jako pedagog, cały swój wolny czas poświęcał turystyce górskiej, taternictwu i narciarstwu oraz pozaszkolnej pracy z młodzieżą. Na wycieczki i łatwiejsze drogi wspinaczkowe w Tatrach zwykle chodził ze swoimi wychowankami.
W latach 1905–1945 dokonał ponad stu pierwszych wejść nowymi drogami w Tatrach, m.in. w masywach Gerlachu, Łomnicy i Kieżmarskiego Szczytu. Za najtrudniejszą uchodziła południowa ściana Lodowej Kopy pokonana w 1912 r. Zdobył jako pierwszy dziesięć szczytów i turni, wspinał się również zimą, wchodząc jako pierwszy m.in. na Ostry Szczyt (1911), Żabiego Konia (1913) i Rumanowy Szczyt (1914). Do jego najczęstszych partnerów wspinaczkowych należeli Lajos Rokfalusy i Tibold Kregczy – nazywano ich spiską trójką.
Grósz publikował na łamach czasopism niemieckich, węgierskich i polskich artykuły poświęcone wspinaczce, ratownictwu górskiemu i ochronie przyrody. M. in. od 1912 r. współpracował z „Taternikiem”. Wydał też opracowanie na temat spiskich baśni i legend, prace na temat nazewnictwa tatrzańskiego i biografie osób związanych z górami. Był cenionym fotografem i autorem wielu zdjęć wykorzystanych w przewodnikach i prasie tatrzańskiej, publikowały je m.in. polskie „Wierchy” i „Taternik”.
W czasie tatrzańskich wycieczek wraz ze swoimi 74 wychowankami zgromadził liczący ponad 900 kart zielnik, który po jego śmierci Muzeum Miejskie w Kieżmarku przekazało do Muzeum TANAP-u w Tatrzańskiej Łomnicy. Najstarszy egzemplarz rośliny pochodzi z 1914 r., najmłodszy z 1946 r. 183 karty z tego zielnika zostały włączone do podstawowego zielnika Muzeum.
Po śmierci Alfréda Grósza jego prochy zostały rozsypane w Tatrach.
Jego nazwiskiem nazwano niektóre formacje skalne w Tatrach, np. Żleb Grosza w Grani Hrubego, czy Żleb Grosza na Sławkowskim Szczycie. 

## Wybrane publikacje
- Das Freiwillige Rettungskomitee der Tátra, 1914,
- Über die Lawinenverhältnisse in der Hohen Tátr, 1916,
- Schafft einen Naturschutz für die Tatra, Karpathen-Post 1934, nr 12,
- Die Hohe Tatra. Geschichte des Karpatenvereins, Stuttgart 1961,
- Siedemdziesięciopięciolecie dra Gyuli Komarnickiego, Taternik 1960, nr 3-4,
- Sagen aus der Hohen Tatra, Monachium 1973.